# Droit de cuissage

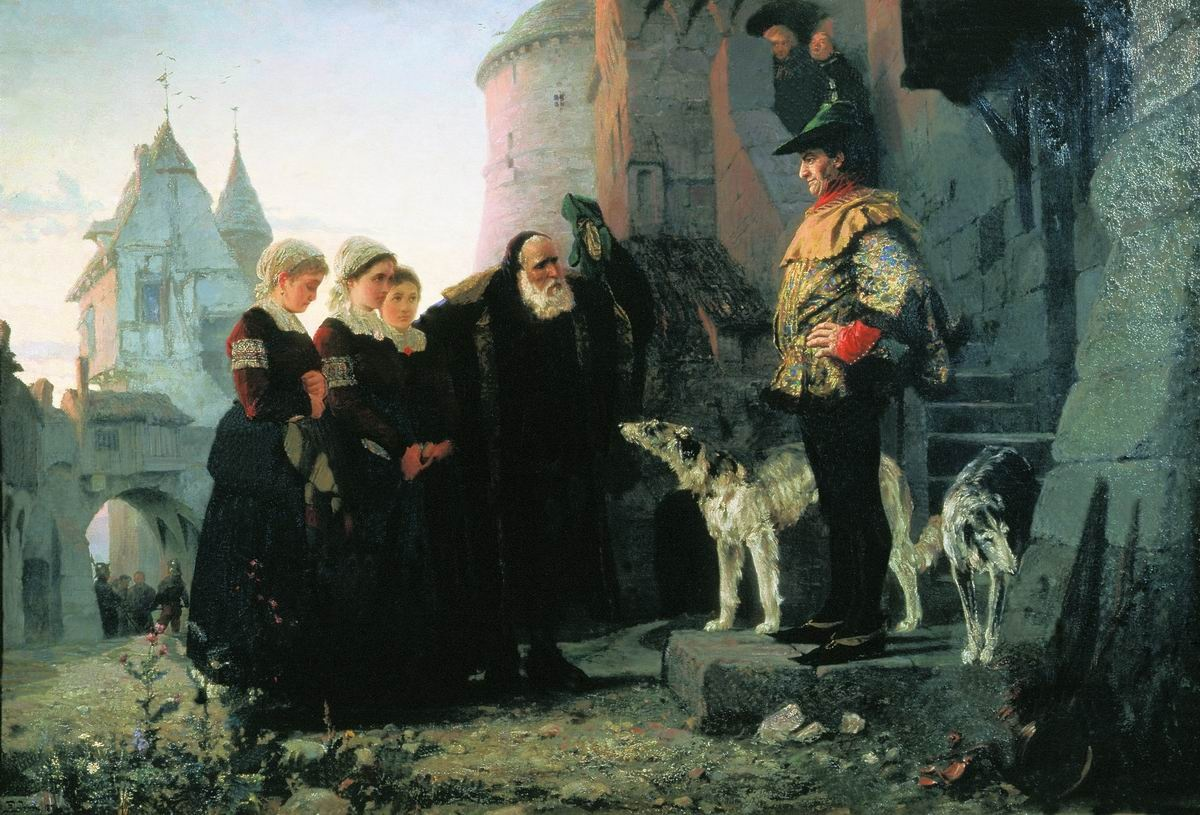
Vassili Polenov, Le Droit du seigneur, 1874.

Le droit de cuissage, appelé aussi droit de jambage et parfois droit de dépucelage, est une légende vivace selon laquelle un seigneur aurait eu le droit d'avoir des relations sexuelles avec la femme d'un vassal ou d'un serf la première nuit de ses noces (Jus primae noctis, abrégé Prima nocta ).
Ce « droit » réservant la défloration à un seigneur aurait été une déclinaison du droit de quittage ou de formariage, qui a réellement existé, qui obligeait un serf voulant marier sa fille en dehors du fief de son seigneur à payer au dit seigneur trois sous en échange de son autorisation symbolique du mariage.
Dans l'ensemble, cette pratique — si elle a pu être ponctuellement mise en application par certains puissants abusant de leur pouvoir, les seigneurs féodaux disposant de droits forts sur les serfs — n'a en réalité jamais eu d'existence légale en Europe, et a surtout été brandie après la Révolution française pour discréditer le régime féodal.

## Histoire

### Antiquité
Dès la haute Antiquité, une mention mythique d'une pratique similaire est présente dans la culture mésopotamienne archaïque du XVIIIe au XVIIe siècle av. J.-C., au début de l'Épopée de Gilgamesh : Gilgamesh, roi divin mais tyrannique de la cité d'Uruk, « ne laisse pas la vierge à sa mère, la fille du guerrier, l’épouse du noble », et s'octroie le droit de déflorer toute jeune fille de sa cité. Ce comportement est cependant jugé néfaste par les dieux, qui lui envoient pour le punir puis le guider un rival qui deviendra son ami, Enkidu. Il ne s'agit donc, déjà à cette époque, pas d'un « droit » mais bien d'une peur populaire, celle d'un abus de pouvoir tyrannique.
En Grèce antique, Hérodote, dans ses Histoires (vers 445 av. J.-C.) rapporte, comme une coutume particulière aux Libyens adyrmachides, celle d'offrir la première nuit aux seigneurs (livre iv - clxviii) :

« Seuls aussi, ils montrent au roi les vierges près d'être mariées, et, si l'une d'elles lui plaît, elle est déflorée par lui. »

Le Talmud rapporte que ce droit était exercé par les gouvernants romains de la Palestine, mais aucune source romaine n'atteste ce fait.

### Moyen Âge

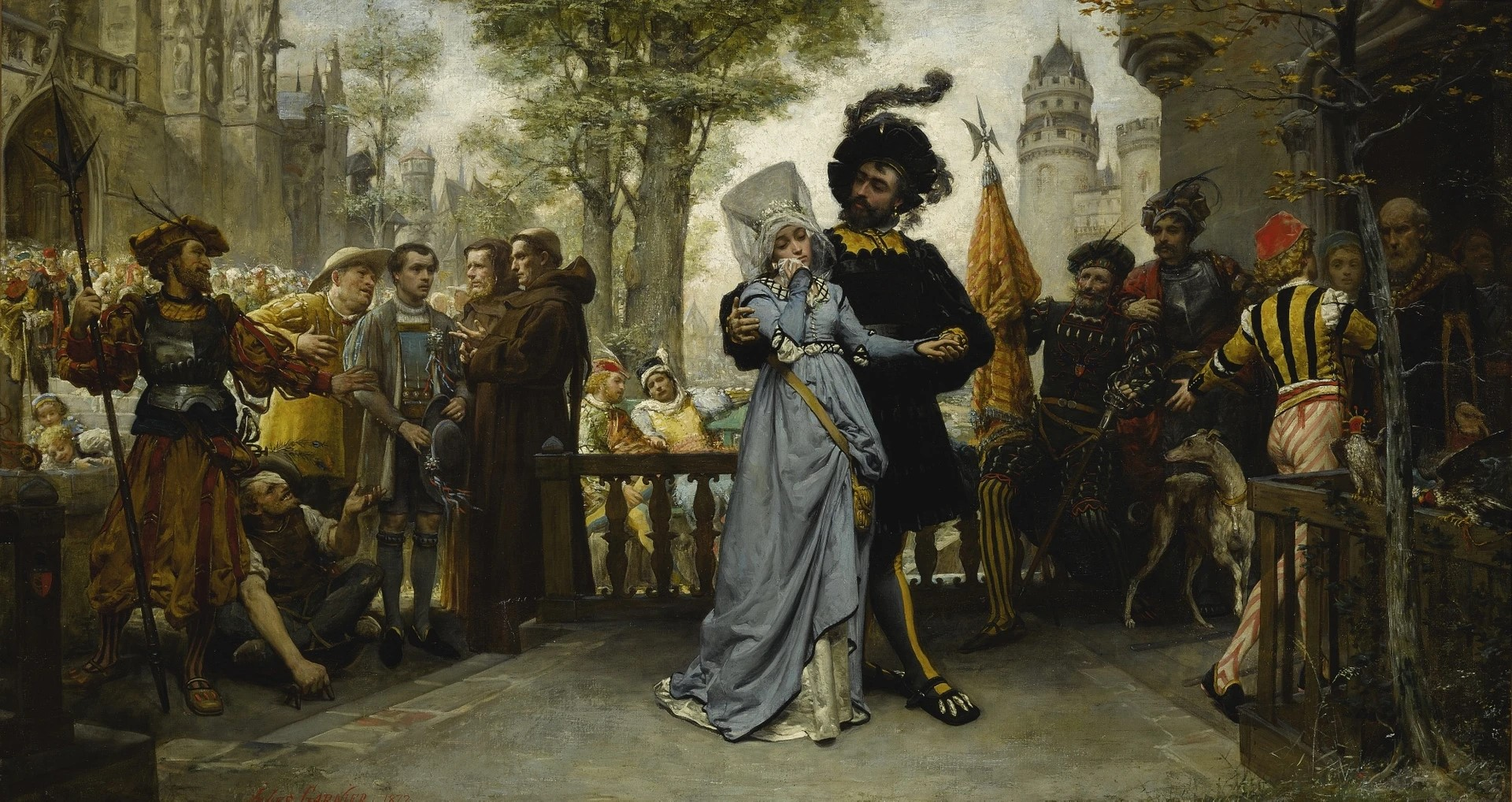
Jules-Arsène Garnier, Le Droit du seigneur, 1872.

Selon la médiéviste Marguerite Gonon, l'expression de « droit de cuissage », attestée historiquement, fait en fait référence à un droit de cuisson du pain, à une époque où celle-ci était collective,.
Ce droit de cuissage, avec le sens qu'on lui donne aujourd'hui, fut évoqué pour la première fois en France chez le jurisconsulte Jean Papon (1505 ou 1507 – 1590), juge royal à Montbrison, lieutenant général civil et criminel au bailliage de Forez, puis maître des requêtes de Catherine de Médicis, et qui consacra sa vie à l'étude de la jurisprudence. Il aurait conféré aux seigneurs du Moyen Âge, soit le droit de passer une jambe nue dans le lit de la mariée, soit celui de consommer le mariage : l'homme de loi s'insurge déjà contre cette pratique illégale, qu'il attribue à certaines régions isolées (notamment l'Auvergne).
En réalité, nul n'a jamais retrouvé d'autre mention de cet usage dans le droit positif français, ni dans les coutumes de France, ni dans les archives publiques du contentieux civil ou fiscal. Au contraire, on trouve des condamnations de seigneurs punis pour avoir abusé de leur position d'autorité pour commettre des abus sexuels. Ce mythe du droit de cuissage est peut-être emprunté au rite du mariage par procuration. Ce droit aurait été remplacé par le droit de quintaine, attesté en maints endroits (par exemple à Saint-Christophe-des-Bois) sous l'Ancien Régime.
Aux XVIIIe et XIXe siècles, des écrivains et historiens libéraux comme Voltaire dans son Essai sur les mœurs ou Jules Michelet ont accrédité cette thèse.
La version libertine du « droit de cuissage » a été utilisée pour servir de thème à des œuvres littéraires galantes du XVIIIe siècle comme L’Innocence du premier âge en France ou histoire amoureuse de Pierre Le Long et de Blanche Bazu ; suivie de La Rose ou la fête de Salency, de Billardon de Sauvigny, 1765. Elle est ensuite reprise dans un but idéologique afin de dénigrer l'Ancien Régime et son système féodal, par exemple dans le Mariage de Figaro de Beaumarchais.
Ainsi est né le mythe du droit de cuissage, prétexte à des récits dont les lecteurs étaient friands. C'est ainsi que dans le Voyage agricole, botanique et pittoresque, dans une partie des landes de Lot-et-Garonne de Saint-Amans, publié en 1818, on peut lire :

« Et veut-on savoir quelle étoit la nature de ces droits dont on stipuloit la conservation ? Qu'on jette les yeux sur la pièce ci-après, qu'une suite de hasards heureux m'a procurée, et dont l'authenticité m'est garantie : encore ignorée, infiniment curieuse, je ne puis m'empêcher de la rapporter ici. Elle est écrite en langue du pays telle qu'on la parloit en Aquitaine aux treizième et quatorzième siècles, et la même à peu près qu'on parle encore aujourd'hui en Catalogne. Cette pièce est relative à un territoire voisin de celui de Buch, qui, sans doute, comme on le verra bientôt, étoit soumis au même régime. Je ne la traduirai point. »

Et le texte commence ainsi : « Aso es la carta et statut deu dreit de premici et de defloroment que Io senhor de la terra et senhoria de Blanquefort a et deu aver, en et sobren totas et cascunas las filhas no nobles qui se maridan en la deita senhoria lo primier jorn de las nopsas. » Il s'agit d'un document que personne n'avait jamais vu, dont personne depuis n'a constaté l'existence et dont l'auteur du livre se contente de dire qu'on lui en a assuré l'authenticité.
Voltaire, dans son Dictionnaire philosophique (ouvrage rationaliste militant ouvertement contre l’Église et le système féodal), écrivit un article « Cuissage ou Culage, droit de prélibation, de marquette, etc. » affirmant l'existence de ce droit sans pour autant en donner aucune source ou mention. Il y affirme : « Il est étonnant que dans l’Europe chrétienne on ait fait très-longtemps une espèce de loi féodale, et que du moins on ait regardé comme un droit coutumier l’usage d’avoir le pucelage de sa vassale. La première nuit des noces de la fille au vilain appartenait sans contredit au seigneur. … Il est indubitable que des abbés, des évêques, s’attribuèrent cette prérogative en qualité de seigneurs temporels », et souligne : « remarquons bien que cet excès de tyrannie ne fut jamais approuvé par aucune loi publique. Si un seigneur ou un prélat avait assigné par-devant un tribunal réglé une fille fiancée à un de ses vassaux pour venir lui payer sa redevance, il eût perdu sans doute sa cause avec dépens ». Il explique comment on a pu finir par prendre une simple pratique abusive ratifiée par le passage du temps pour un droit légalement établi : 

« Des abus s’établissent, on les tolère ; ils passent en coutume ; les voyageurs les prennent pour des lois fondamentales. »

Au siècle suivant, Michelet multiplie les détails à ce sujet dans La Sorcière, sans jamais se référer à aucune preuve ou source historique :

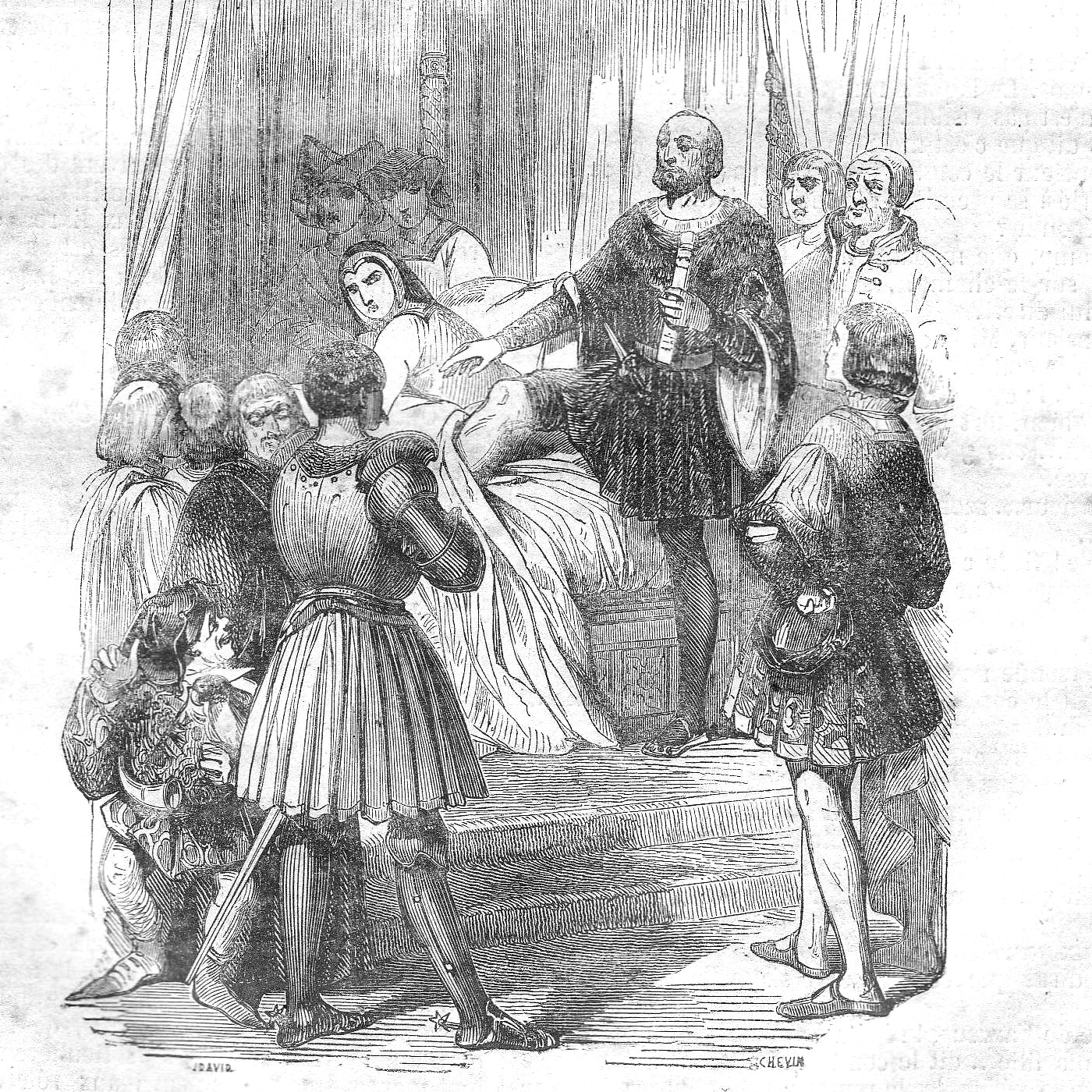
Mariage par procuration entre Anne de Bretagne et Maximilien Ier.

« Le seigneur ecclésiastique, comme le seigneur laïque, a ce droit immonde. Dans une paroisse des environs de Bourges, le Curé, étant seigneur, réclamait expressément les prémices de la mariée, mais voulait bien en pratique vendre au mari, pour argent, la virginité de sa femme » et plus loin, parlant des seigneurs : « On voit d’ici la scène honteuse. Le jeune époux amenant au château son épousée. On imagine les rires des chevaliers, des valets, les espiègleries des pages autour de ces infortunés. — « La présence de la châtelaine les retiendra ? » Point du tout. La dame que les romans veulent faire croire si délicate, mais qui commandait aux hommes dans l’absence du mari, qui jugeait, qui châtiait, qui ordonnait des supplices, qui tenait le mari même par les fiefs qu’elle apportait, cette dame n’était guère tendre, pour une serve surtout qui peut-être était jolie. Ayant fort publiquement, selon l’usage d’alors, son chevalier et son page, elle n’était pas fâchée d’autoriser ses libertés par les libertés du mari. »

## Conception mythique
Enfin, une conception mythique largement répandue autrefois et minutieusement rapportée par James George Frazer dans Le Rameau d'or, voulait que le vagin des vierges soit un nid de serpents d'où l'origine du droit de cuissage, c'est-à-dire la coutume qui voulait que, lorsqu'une vierge se mariait, elle était déflorée par le chaman ou le chef de tribu avant de partager la couche de son mari. Le sens de ce rite était alors clair car, investis d'une puissance sacrée, ces personnages étaient les seuls qui pouvaient affronter le danger mortel de la première union.

## Situation contemporaine
De nos jours, l'expression est largement utilisée, souvent de manière crédule, parfois en guise de métaphore. Ainsi dira-t-on qu'un supérieur s'est arrogé un droit de cuissage sur une employée quand il a abusé de sa position hiérarchique pour obtenir un rapport sexuel. De tels abus sont considérés comme des délits graves puisqu'ils constituent des cas de harcèlement sexuel sur le lieu de travail (sollicitation de rapport sexuel au travail sous peine de sanction) ou de viol (rapport sexuel imposé par la menace), aggravé par l'abus de position hiérarchique.
L’écrivain belge David Van Reybrouck rapporte dans son livre Congo, une histoire (2010) que dans les années 1980 l’ex-président zaïrois Mobutu a fait encore avidement usage de son jus noctis primae (« droit de la première nuit ») en vertu de son rôle de « chef traditionnel » : « S’il était en tournée à travers le pays les chefs locaux lui offraient toujours une vierge. C’était un grand honneur pour la famille si la jeune fille était déflorée par le chef suprême ». Van Reybrouck indique à ce sujet qu’il s’agirait d’une vieille coutume congolaise.

## Dans la fiction

### Cinéma
Le droit de cuissage apparait dans Le Cavalier de pierre de Fritz Wendhausen en 1923.
Il apparait aussi dans Le Seigneur de la guerre de Franklin J. Schaffner en 1965.
Dans le film Braveheart de Mel Gibson (1995) dont l'histoire se déroule à la fin du XIIIe siècle en Écosse, le roi d'Angleterre Édouard Ier « Longshanks » établit le droit de cuissage, ou Primae Nocta, sur les terres écossaises au profit des seigneurs anglais sur les jeunes épouses écossaises, ce qui constitue une des intrigues du début du film conduisant à la rébellion menée par William Wallace.

### Série télévisée
Le droit de cuissage est à la base de l'histoire des personnages principaux de la série La Cathédrale de la mer, qui se déroule au XIVe siècle à Barcelone.